# Station Parbold
Parbold is een spoorwegstation van National Rail in Parbold, West Lancashire in Engeland. Het station is eigendom van Network Rail en wordt beheerd door Northern Rail. 